# أدريان سميث
أدريان سميث (بالإنجليزية: Adrian Smith) هو سياسي أمريكي ينتمي للحزب الجمهوري، وعضو مجلس النواب الأمريكي عن ولاية نبراسكا منذ العام 2007، ولد سميث في سكوتسبلوف، نبراسكا.

## التعليم
تعلم في جامعة ليبرتي.